# Johann Gottlieb Samuel Stamm
Johann Gottlieb Samuel Stamm (* 1763 in Meißen; † 12. Januar 1814 Dresden) war ein sächsischer Landschaftsmaler, Kupferstecher, Aquarellist und Lithograf. Er entwickelte sich von einem Reproduktionsstecher und Gemäldekopisten hin zu einem empfindungsvollen und technisch vielseitigen Darsteller romantischer Landschaften.

## Leben
Stamm, Sohn eines Weißdrehers an der Meißner Porzellanmanufaktur, kam 1783 an die Kunstakademie Dresden, um in seiner sechsjährigen Ausbildung das Zeichnen, Malen und Radieren zu lernen. Einer seiner Lehrer war der Radierer und Maler Johann Christian Klengel (1751–1824).
Nach dem Abschluss seiner Studien verbrachte er einige Zeit auf Schloss Waldenburg und arbeitete dort für den Fürsten von Schönburg, Otto Carl Friedrich. Dabei entstanden nicht nur Gemälde der schönburgischen Besitzungen, sondern auch zahlreiche Ansichten des Zwickauer Muldenlands, heute teils in den Kunstsammlungen Zwickau zu sehen, und ebenso Kupferstiche als grafische Reproduktionen von Klengels Gemäldeserie des Grünfelder Parks in Waldenburg.
Im Jahr 1793 ging er zurück nach Dresden, wo er letztlich den größten Teil seines Lebens als freier Künstler verbrachte. Dort entstanden Ansichten der Dresdner Umgebung und Kopien, zumeist Aquarelle von Meisterwerken der Gemäldegalerie wie von Jacob van Ruisdael, Nicolaes Pietersz. Berchem, Jan Both, Claude Lorrain, Paulus Potter, Christian Wilhelm Ernst Dietrich und Claude Joseph Vernet.
Daneben zeichnete Stamm mit Kreide und Feder, arbeitete auch mit Gouachen und Ölfarben und wandte damit unterschiedlichste Techniken an. Zudem gehörte Stamm neben Klengel zu den ersten Künstlern, welche die Mittel der Lithografie ausprobierten. Stamms Werke waren auf vielen Kunstschauen in Dresden zu sehen, so auf den Ausstellungen der Dresdner Akademie.
Zu den Werken des vielseitigen Künstlers zählen malerische Ansichten aus der Meißner Umgebung, die den Einfluss von Johann Georg Wagner (1744–1767) sichtbar werden lassen, sowie im Jahre 1795 an die Zeichenschule der Meißner Porzellanmanufaktur gelieferte Zeichnungen. Eine Radierung zeigt die Einweihung des August-Obelisken auf dem Keulenberg im Jahre 1818.
Unter anderem malte er auch Ansichten des Dorfs Sörnewitz, heute Teil der Sammlung des Stadt- und Bergbaumuseums Freiberg, sowie der Burg Tharandt und des Ostrageheges in Dresden. Erhalten sind zudem Ansichten von Schloss Neuenburg in Freyburg (Unstrut), vom Dresdner Kanonenbohrwerk am Weißeritzmühlgraben und aus dem Plauenschen Grund.
Adressbüchern zufolge hatte er seinen Wohnsitz an der Johannisgasse zwischen Georg- und Pirnaischem Platz in der Pirnaischen Vorstadt Dresdens. Einige Quellen geben seinen Vornamen mit Gottlieb Samuel an, andere mit Gottlob Samuel. Auch zu seinem Geburtsjahr finden sich abweichende Angaben, darunter 1764, 1767 und 1768.
Stamms Aquarelle der Dresdner Meisterwerke wurden damals sehr gelobt. Zwar habe er zu den namhaftesten Künstlern seiner Zeit gehört, doch schon die nachfolgende Generation habe ihn überflügelt. Seine Radierungen nach eigener Zeichnung seien nicht sehr malerisch behandelt, wie Georg Kaspar Nagler befand.